# IC 3015
IC 3015 је спирална галаксија у сазвјежђу Хидра која се налази на листи објеката дубоког неба у Индекс каталогу.
Деклинација објекта је - 31° 31' 10" а ректасцензија 12h 9m 0,1s. Привидна величина (магнитуда) објекта IC 3015 износи 12,3 а фотографска магнитуда 13,1. IC 3015 је још познат и под ознакама ESO 441-9, MCG -5-29-23, AM 1206-311, IRAS 12064-3114, PGC 38588.